# Федоров Євген Павлович
Євге́н Па́влович Фе́доров (26 червня 1909, Іркутськ — 8 листопада 1986) — радянський астроном, дійсний член АН УРСР (з 1969).

## Наукова кар'єра
Родився в Іркутську. У 1937 закінчив Іркутський університет.
У 1939—1941 працював асистентом, старшим викладачем, директором обсерваторії Іркутського університету. У 1941—1944 — учасник другої світової війни. У 1944—1947 — аспірант Головної астрономічної обсерваторії АН УРСР, в 1947—1959 — науковий співробітник, вчений секретар Полтавській гравіметричній обсерваторії АН УРСР.
З 1959 працює в Головної Обсерваторії АН УРСР (до 1973 — директор, до 1979 — завідувач відділом фундаментальної астрометрії, з 1979 — консультант).
Основні наукові роботи присвячені астрометрії, теоретичним і практичним питанням обертання Землі, його зв'язків з різними геофізичними процесами, а також питань побудови координатних систем в астрономії і геодинаміці.
Популярність принесла Федорову його робота з роздільного визначення коефіцієнтів головних членів нутації в схильності і довготі з астрономічних спостережень за змінністю широт і порівнянні цих коефіцієнтів зі значеннями, які ґрунтувалися на розробленій ним теорії обертання Землі як пружного тіла. Зробив деякі висновки про взаємодію ядра і оболонки Землі. Результати цих досліджень опубліковані в його книзі «Нутації і вимушений рух полюсів Землі за даними широтних спостережень» (1958, англ. пер. 1960).
У 1951 запропонував нову програму широтних спостережень, призначену для вивчення як періодичних, так і повільних рухів полюсів Землі; програма широко використовувалася в СРСР і за кордоном.
Одним з перших впровадив в практику аналізу астрономічних спостережень нові статистичні методи, засновані на теорії випадкових функцій. Засновник київської школи вивчення обертання Землі.
У 1972 спільно зі своїми учнями опублікував книгу «Рух полюсів Землі з 1890 по 1969 р.», в якій наведено відомості про всі широтні спостереження в обсерваторіях світу і координати полюсів за останні 80 років в системі середнього полюса епохи спостережень.
Розробив метод побудови такої координатної системи в астрометрії, яка не залежить від параметрів руху Землі по орбіті і навколо осі і ґрунтується на вимірюваннях кутових відстаней між небесними об'єктами; запропонував загальніший підхід до проблеми орієнтації координатних систем у космічному просторі.
Відповідальний редактор (1965—1975) міжвідомчого збірника «Астрометрія і астрофізика», що видавався Головною астрономічною обсерваторією АН УРСР. Займався питаннями реорганізації Міжнародної служби руху полюсів на основі нових прогресивніших ідей. Своєю діяльністю сприяв розвитку і зміцненню зв'язків між вченими різних країн.
Президент Комісії N 19 «Вивчення змінності широт» Міжнародного астрономічного союзу (1955—1961), голова Комісії з вивчення обертання Землі Астрономічної ради АН СРСР (1962—1966).
Лауреат Державної премії УРСР (1983). За активну участь у підготовці всесвітнього святкування 500-річного ювілею Миколая Коперника і внесок в астрономічну науку нагороджений золотим знаком ордена «За заслуги» ПНР (1973).
На честь вченого названо астероїд 7628 Євгенійфедоров і Премію НАН України імені Є. П. Федорова.

## Вшанування пам'яті
20 травня 2015 року у місті Полтава провулок Войкова переменували на провулок Євгена Федорова.